# Grupa Armii A
Grupa Armii A – niemiecka grupa armii, uczestniczyła w agresji na Francję i ataku na Związek Radziecki.

## Formowanie i działania
Utworzona w październiku 1939 rok z Grupy Armii Południe w górach Eifel. W maju 1940 roku brała udział w agresji na Francję, odgrywając główną rolę w jej podboju. Atakowała przez Ardeny, dotarła do kanału La Manche, odcinając w kotle pod Dunkierką wojska francuskie i brytyjskie. W drugiej fazie walk francusko-niemieckich zreorganizowana i użyta nad Sommą. Po kampanii francuskiej przemianowana na Naczelne Dowództwo Zachód. Po ataku na ZSRR w 1941 roku oficjalnie nazwana Grupą Armii Południe.
Ponownie utworzona w kwietniu 1942 jako Sztab Anton, od maja 1942 roku jako Dowództwo Wybrzeża Azów. Od lipca 1942 przejęła południowy odcinek Grupy Armii Południe z powodu planowanej letniej ofensywy w kierunku Kaukazu i Stalingradu. Pod koniec marca 1944 roku przemianowana w Grupę Armii Południowa Ukraina.
Ponownie utworzona we wrześniu 1944 roku w południowej Polsce z jednostek Grupy Armii Północna Ukraina. 25 stycznia 1945 roku przemianowana na Grupę Armii Środek.

## Dowództwo grupy armii
Dowódcy grupy armii:
- Gerd von Rundstedt (26 października 1939 – 22 czerwca 1941)
- Wilhelm List (10 lipca 1942 – 9 września 1942)
- Adolf Hitler (10 września 1942 – 22 listopada 1942)
- Ewald von Kleist (23 listopada 1942 – czerwiec 1943)
- Hubert Lanz (czerwiec – lipiec 1943)
- Ewald von Kleist (lipiec 1943 – 30 marca 1944)
- Ferdinand Schörner (marzec – wrzesień 1944)
- Josef Harpe (17 września 1944 – 17 stycznia 1945)
- Ferdinand Schörner (17 stycznia 1945 – 25 stycznia 1945)

## Struktura organizacyjna
| Skład    | Skład                | Skład               | Skład                  |
| XI 1939  | VI 1940              | VIII 1942           | X 1944                 |
| -------- | -------------------- | ------------------- | ---------------------- |
|          | 2 Armia              | 1 Armia Pancerna    | 4 Armia Pancerna       |
| 12 Armia | 12 Armia             | 11 Armia            | 17 Armia               |
| 16 Armia |                      | 11 Armia            | 17 Armia               |
|          | Grupa Panc. Guderian | Grupa Armijna Ruoff | Grupa Armijna Heinrici |